# Windows Communication Foundation

Частини платформи .NET

Windows Communication Foundation (WCF, під час розробки мала кодове ім'я Indigo) — набір клієнтських бібліотек, що дозволяють застосункам на базі відкритої платформи .NET Core взаємодіяти з сервісами WCF, відправляючи повідомлення між сервісами в асинхронному режимі. WCF робить можливою побудову безпечних, надійних і транзакційних систем через спрощену уніфіковану програмну модель міжплатформової взаємодії.
Комбінуючи функціональність поточних технологій .NET з розробки розподілених застосувань (ASP.NET XML Web Services — ASMX, WSE 3.0, .NET Remoting, .NET Enterprise Services і System.Messaging), WCF надає єдину інфраструктуру розробки, що підвищує продуктивність і знижує витрати на створення вебслужб. Закладені в неї принципи інтероперабельності дозволяють легко добиватися взаємодії з іншими платформами, для чого використовуються технології взаємодії платформ, наприклад WSIT що розробляються на базі відкритих джерел коду.
Компанія Microsoft у травні 2015 оголосила про публікацію на GitHub сирцевих текстів набору бібліотек Windows Communication Foundation. Код відкритий під ліцензією MIT. Слід зазначити, що відкритий не повний набір бібліотек WCF для робочого столу, а тільки його підмножина, орієнтована на взаємодію з сервісами для мобільних і серверних систем. Зокрема, відкриті бібліотеки System.ServiceModel.Primitives.Provides, System.ServiceModel.Http, System.ServiceModel.NetTcp, System.ServiceModel.Duplex і System.ServiceModel.Security. Для порівняння, всього в наборі WCF налічується більше 30 компонентів System.ServiceModel.*.

## Виноски
1. ↑  WCF Client is Open Source. Архів оригіналу за 22 травня 2015. Процитовано 21 травня 2015. [Архівовано 2015-05-22 у Wayback Machine.]

## Дивись також
- Сервер застосунків